# Jesús Guzmán (futbolista)
Jesús Guzmán (San José, California, Estados Unidos, 3 de marzo de 1993) es un futbolista estadounidense debutó en Santos Laguna. Juega de arquero en el Estudiantes de San Luis que disputa el Primera B Nacional, segunda categoría del fútbol argentino.

## Clubes
| Club                    | País           | Año             |
| ----------------------- | -------------- | --------------- |
| Santos Laguna           | México         | 2011 - 2012     |
| San Jose Earthquakes    | Estados Unidos | 2012 - 2014     |
| Estudiantes de San Luis | Argentina      | 2014 - presente |